# Eleição municipal de Sobral em 1996
A eleição municipal de Sobral em 1996 ocorreu em 3 de outubro do mesmo ano. O prefeito Aldenor Façanha Júnior (PFL) terminara seu mandato em 1 de janeiro de 1997. Cid Gomes (PSDB) foi eleito prefeito de Sobral obtendo 63,97% dos votos válidos. A vitória de Cid significou um marco histórico para a cidade, tendo em vista que foi quebrada a hegemonia entre as famílias Prado e Barreto, que se revezaram no poder desde 1963.

## Candidatos
|  | Nº | Candidato(a) a prefeito | Candidato(a) a prefeito                                        | Candidato(a) a vice-prefeito | Candidato(a) a vice-prefeito                       | Coligação |
|  | -- | ----------------------- | -------------------------------------------------------------- | ---------------------------- | -------------------------------------------------- | --- |
|  | 12 |                         | Cândida Figueiredo (PDT) Cândida Maria Saraiva de Paula Pessoa |                              | Padre José Linhares (PPB) José Linhares Ponte      | Sem nome - Partido Democrático Trabalhista (PDT) - Partido Progressista Brasileiro (PPB) - Partido do Movimento Democrático Brasileiro (PMDB)                                                                             |
|  | 25 |                         | Marco Prado (PFL) Marco Antonio Barroso Prado                  |                              | José Prado (PFL) José Parente Prado                | Sem nome - Partido da Frente Liberal (PFL) - Partido Liberal (PL) |
|  | 45 |                         | Cid Gomes (PSDB) Cid Ferreira Gomes                            |                              | Edilson Aragão (PT) Francisco Edilson Ponte Aragão | Sobral Unido e Forte - Partido da Social Democracia Brasileira (PSDB) - Partido dos Trabalhadores (PT) - Partido Socialista Brasileiro (PSB) - Partido Comunista do Brasil (PCdoB) - Partido Trabalhista Brasileiro (PTB) |

## Resultado da eleição para prefeito
| 1º Turno 3 de outubro de 1996 | 1º Turno 3 de outubro de 1996 | 1º Turno 3 de outubro de 1996 | 1º Turno 3 de outubro de 1996 |
| Candidato(a)                  | Vice                          | Votação                       | Votação                       |
| Candidato(a)                  | Vice                          | Total                         | Porcentagem                   |
| ----------------------------- | ----------------------------- | ----------------------------- | ----------------------------- |
| Cid Gomes (PSDB)              | Edilson Aragão (PT)           | 41.605                        | 63,97%                        |
| Cândida Figueiredo (PDT)      | Padre José Linhares (PPB)     | 16.680                        | 25,64%                        |
| Marco Prado (PFL)             | José Prado (PFL)              | 6.756                         | 10,39%                        |
| Total de votos válidos        | Total de votos válidos        | 65.041                        | 100,00%                       |
| Votos apurados                |                               |                               |                               |
| Votos válidos                 | Votos válidos                 | 65.041                        | 94,42%                        |
| Votos em branco               | Votos em branco               | 1.655                         | 2,40%                         |
| Votos nulos                   | Votos nulos                   | 2.187                         | 3,18%                         |
| Total de votos apurados       | Total de votos apurados       | 68.883                        | 100,00%                       |
| Eleitores                     |                               |                               |                               |
| Comparecimento                | Comparecimento                | 68.883                        | 83,09%                        |
| Abstenções                    | Abstenções                    | 14.021                        | 16,91%                        |
| Total de eleitores            | Total de eleitores            | 82.904                        | 100,00%                       |

| Partido | Partido | Candidato          | Votos  | Votos (%) |
| ------- | ------- | ------------------ | ------ | --------- |
|         | PSDB    | Cid Gomes          | 41 605 | 63,97%    |
|         | PDT     | Cândida Figueiredo | 16 680 | 25,65%    |
|         | PFL     | Marco Prado        | 6 756  | 10,39%    |
| Totais  | Totais  | Totais             | 65 041 |           |